# Robert Grimsdell
Robert "Bob" Grimsdell (Engeland, 1897 - Zuid-Afrika, 1986) was een Engels golfer en golfbaanarchitect.
Grimsdell was een van de eerste golfbaanarchitecten in Zuid-Afrika en dat deed hij van de jaren 1930 tot en met de jaren 1970.

## Biografie
In zijn tienerjaren zette Grimsdell op zijn eentje om naar Zuid-Afrika te reizen. Als soldaat van het Zuid-Afrikaanse leger, verbleef hij tijdens de Eerste Wereldoorlog in Frankrijk. Na de oorlog werd hij een golfprofessional en sloot zich aan bij de Chorley Golf Club, in Lancashire. Al snel werd hij beïnvloedt op de architecturen van de golfbanen en werd bevriend met de golfbaanarchitecten Harry Colt en Charles Alison. Hij leerde de vaardigheden van hen over en zo werd hij ook een architect.
In begin jaren 1920 keerde hij samen met zijn vrouw terug naar Kaapstad en werd lid van de Mowbray Golf Club. In 1926 werd hij als golfer lid van de Royal Johannesburg Golf Club. De volgende twintig jaren speelde hij bepaalde golftoernooien en tussendoor was hij ook actief als golfbaanarchitect. Vanwege de criminaliteit, verliet hij Johannesburg, in 1946 en verhuisde naar Vereeniging en begon voltijds te werken als een baanarchitect. In september 1986 overleed hij een natuurlijke dood.

## Golfer
Grimsdell was ook een goede golfer en werd twee keer de runner-up van het Zuid-Afrikaans Open. Hij deed ook mee aan het Zuid-Afrikaans Match Play Championship en bereikte vier keer de finale, maar verloor telkens, in 1925, 1927, 1929 en 1932.

## Golfbanen
Tijdens zijn carrière verwezenlijkte Grimsdell meer dan 20 golfbanen, dat allemaal gevestigd zijn in Zuid-Afrika.
- Bosch Hoek Golf Club, Bosch Hoek
- Cullinan Golf Club, Cullinan
- Goldfields West Golf Club, Carletonville
- Hans Merensky Country Club, Phalaborwa
- Hermanus Golf Club, Hermanus
- Kempton Park Golf Club, Johannesburg
- Kimberley Golf Club, Kimberley
- King David Golf Club, Kaapstad
- Kloof Country Club, Durban
- Maritzburg Golf Club, Pietermaritzburg
- Mossel Bay Golf Club, Mosselbaai
- Nelspruit Golf Club, Nelspruit
- Oppenheimer Park Golf Club, Welkom
- Orkney Golf Club, Orkney
- Parkview Golf Club, Johannesburg
- Randfontein Golf & Country Club, Johannesburg
- Royal Oak Country Club, Johannesburg
- Royal Port Alfred Golf Club, Port Alfred
- Scottburgh Golf Club, Scottburgh
- St. Francis Bay Golf Club, Sint-Francisbaai
- The River Club Golf Course, Johannesburg
- Umkomaas Golf Club, Umkomaas
- Victoria Country Club, Pietermaritzburg
- Zwartkop Country Club, Pretoria